# Университет Баменды
Университет Баменды (англ. University of Bamenda) — англоязычный университет в Баменде, Амбазония, Камерун.

## История
Университет открылся в 2011 году как второй англоязычный университет в Камеруне, до этого единственным был Университет Буэа. Он начинался с Высшего педагогического колледжа и Высшего технического педагогического колледжа в качестве единственных факультетов.

## Жилой корпус
Главный жилой корпус Университета Баменды находится в Бамбили, подразделении в Баменде, округ Мезам, Северо-Западный регион Камеруна. Деревня расположена вдоль кольцевой дороги к северо-востоку от Баменды. Это англоязычный район, многие школьники обучаются на английском языке, и широко распространено использование пиджин-инглиш. Английский и пиджин играют важную роль в жизни общества, но язык мбелиги по-прежнему сохраняет свое место в качестве основного языка большинства людей бамбили.

## Организация и управление
Главным должностным лицом в Университете Баменды, как и в других государственных университетах Камеруна, является министр высшего образования.
За этой должностью следует проканцлер, а затем вице-канцлер. Вице-канцлеру помогает регистратор.
Декан и вице-декан руководят каждым факультетом.
Институты университета возглавляются директором. Каждый департамент контролируется заведующим департаментом. Администрацию студентов возглавляет президент студенческого союза.

## Прием
Прием в высшие институты/университетские колледжи Университета Баменды осуществляется путем конкурсных вступительных экзаменов, которые включают письменный и устный экзамен. Студенты других факультетов должны следовать процедуре регистрации, которая включает представление результатов.
Сдача экзамена по английскому языку на обычном уровне является основным требованием для студентов из Камеруна. От студентов из других стран ожидается владение английским языком; Без этого требования заявитель автоматически дисквалифицируется.

## Факультеты и школы
Университет Баменды состоит из следующих факультетов, школ и колледжей:
- Факультет искусств
- Факультет права и политологии (с 4 кафедрами в программе бакалавриата, которые являются английским частным правом, публичным правом, политологией и французским частным правом.) Этот факультет также имеет программы послевузовского образования по английскому праву и политологии, не являющиеся частью программы обучения по праву, которая представляет собой программу, на которую могут поступить студенты с 4 работами обычного уровня.
- Факультет экономики и управления науками
- Факультет образования
- Факультет естественных наук
- Факультет здравоохранения
- Технологический колледж
- Высший институт коммерции и управления
- Высший институт транспорта и логистики
- Высший педагогический колледж Баменды в Бамбили[7]
- Высший технический педагогический колледж Баменды в Бамбили[8]
- Национальный высший политехнический институт (NAHPI, Инженерная школа)